# 105 mm haubica Denel G7

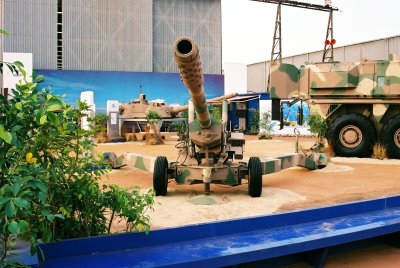
Haubica G7

G7 – południowoafrykańska haubica kalibru 105 mm, produkowana przez korporację Denel. Podczas sprzedaży, była znana jako Light Experimental Ordnance (LEO), a nazwa G7 została wybrana później aby odwołać się do innych haubic koncernu Denel, czyli G5 i G6.